# Leila Aboulela
Leila Aboulela (sinh 1964), Tiếng Ả Rập 'ليلى ابوالعلا' là một nhà văn Sudan sáng tác bằng tiếng Anh. Những tác phẩm gần đây nhất của bà ấy là tập truyện ngắn Elsewhere, Home (2018) và tiểu thuyết The Kindness of Enemies (2015), lấy cảm hứng từ cuộc đời của Imam Shamil, người đã hợp nhất các bộ tộc ở vùng Kavkaz để đấu tranh chống lại sự bành trướng của đế quốc Nga. Tiểu thuyết năm 2011 của bà, Lyrics Alley, đã thắng giải Scottish Book Award ở hạng mục Fiction Winner và lọt vào vòng chung khảo của giải thưởng Regional Commonwealth Writers Prize. Bà còn là tác giả của tiểu thuyết The Translator (một trong 100 quyển sách đáng chú ý của năm do New York Times bình chọn) và Minaret. Cả ba quyển tiểu thuyết đều lọt vào vòng sơ khảo của giải thưởng Orange Prize và IMPAC Dublin Award. Leila Aboulela thắng giải Caine Prize hạng mục African Writing với truyện ngắn "The Museum", nằm trong tập Coloured Lights, tiếp tục lọt vào vòng chung khảo của giải thưởng Macmillan/Silver PEN award. Tác phẩm của Aboulela được dịch thành 14 thứ tiếng, bao gồm cả những tác phẩm được công bố trên những ấn phẩm truyền thông như Granta, The Washington Post và The Guardian. BBC Radio đã phổ biến các tác phẩm của bà và phát một số vở kịch nói, bao gồm The Mystic Life và vở kịch lịch sử The Lion of Chechnya. Bộ series 5 phần chuyển từ tiểu thuyết năm 1999 của bà The Translator phát trên radio cũng lọt vào vòng chung khảo của giải thưởng RIMA (Race In the Media Award). Aboulela lớn lên ở Khartoum và hiện sống tại Aberdeen.

## Cuộc đời
Leila Aboulela sinh năm 1964 ở Cairo, Ai Cập. Mẹ là người Ai Cập, cha là người Sudan. Khi bà được 6 tháng tuổi, bà cùng cha mẹ chuyển đến Khartoum, Sudan và sinh sống ở đấy đến năm 1987. Như mọi đứa trẻ khác, bà học ở trường Khartoum American và Sisters’ School, một ngôi trường trung học tư thục Công giáo, cũng là nơi bà học tiếng Anh. Sau đó, bà học trường đại học Khartoum, tốt nghiệp ngành Kinh tế vào năm 1985. Aboulela được trao bằng M.Sc và bằng MPhil ngành Thống kê ở trường Kinh tế Luân Đôn..
Năm 1990, Aboulela chuyển đến Aberdeen cùng chồng con. Đó cũng chính là chuyến đi truyền cảm hứng cho bà ấy viết nên tiểu thuyết đầu tay The Translator. Bà bắt đầu viết vào năm 1992 khi đang làm việc như một giảng viên đại học ở trường cao đẳng Aberdeen và một trợ lí nghiên cứu viên ở Đại học Aberdeen. Từ năm 2000 đến 2012, Aboulela sống ở Jakarta, Dubai, Abu Dhabi và Doha. Năm 2012, bà quay về Aberdeen.
Bà là một tín đồ Hồi giáo rất sùng đạo, do đó đức tin Hồi giáo thấm nhuần trong các tác phẩm của bà ấy.

## Sự nghiệp văn học
Aboulela đã thắng giải Caine Prize for African Writing vào năm 2000 với tác phẩm "The Museum", nằm trong tập truyện ngắn Coloured Lights. 
Tiểu thuyết The Translator được đề cử cho giải thưởng Orange Prize và lọt top "Sách đáng chú ý của năm" do The New York Times bình chọn năm 2006. 
Tiểu thuyết thứ hai của bà Minaret, được đề cử cho 2 giải thưởng Orange Prize và IMPAC Dublin Award. 
Tiểu thuyết thứ ba, Lyrics Alley, lấy bối cảnh thập niên 1950 ở Sudan và lọt vào vòng sơ khảo của giải thưởng the Orange Prize 2011
Lyrics Alley đã chiến thắng ở hạng mục Fiction Winner của giải thưởng Scottish Book Awards và lọt vào vòng chung khảo của giải thưởng Commonwealth Writers Prize -Europe và S.E Asia.
Aboulela đã ca ngợi những nhà văn Arab, Tayeb Salih và Naguib Mahfouz, cũng như Ahdaf Soueif, Jean Rhys, Anita Desai, và Doris Lessing, những người có ảnh hưởng đến bà về mặt văn chương. Aboulela cũng thừa nhận có chịu ảnh hưởng từ các nhà văn Scotland như Alan Spence và Robin Jenkins.
Trong các tác phẩm của bà, cuốn tiểu thuyết thứ hai Minaret (2005) đã thu hút được nhiều sự quan tâm của độc giả và giới phê bình hơn so với các tác phẩm khác. Tiểu thuyết Minaret đã chứng tỏ bà là một trong những nhà văn có tầm ảnh hưởng của trào lưu mới của các nhà văn Hồi giáo Anh.
Các tác phẩm của bà đã được dịch sang 14 thứ tiếng khác nhau.